# القبرة العربي
القبرة العربي (Eremalauda eremodites) هو طائر صغير يتبع رتبة العصفوريات ينتمي لفصيلة القبرة. هو طائر صحراوي يتواجد من سوريا إلى الأردن وعبر السعودية إلى عمان.
كانت القبرة العربية تعتبر في السابق من الأنواع المميزة من قنبرة دن، ولكن تم تصنيفها كنوع مميز من قبل كتيب دليل طيور العالم على قيد الحياة ومن قبل جمعية الطيور العالمية، وفي وقت لاحق من قبل المؤتمر الدولي لعلم الطيور.